# 姜氏祠堂
姜氏祠堂，位于山东省潍坊市昌邑市昌邑市区解放路，是中华人民共和国山东省文物保护单位之一。
2006年12月7日，授予山东省文物保护单位，是一座古建筑。